# Trichorhina bonadonai
Trichorhina bonadonai is een pissebed uit de familie Platyarthridae. De wetenschappelijke naam van de soort is voor het eerst geldig gepubliceerd in 1953 door Albert Vandel.